# Atienza
Atienza és un municipi de la província de Guadalajara a la comunitat autònoma de Castella-la Manxa.

## Geografia
Atienza es troba a la zona de transició entre el Sistema Ibèric i el Sistema Central.

### Població
Atienza té 444 habitants dels 466 del terme municipal (INE 2009).

### Situació
Està ubicada en la comarca de La Sierra. El seu terme municipal compren les poblacions d'Alpedroches, Bochones, Casillas i Madrigal. Atienza se situa en el Camí del Cid. A més també passa l'anomenada Ruta de la Llana, entre Riofrío del Llano i Tordelloso.

### Clima
Atienza té un clima mediterrani Csa (temperat amb l'estiu sec i calorós) en la frontera amb un clima Csb (temperat amb l'estiu sec i temperat) segons la classificació climàtica de Köppen.

### Geografia urbana
Va tenir una gran esplendor en l'edat mitjana que es reflecteix en el seu nucli urbà. La ciutat s'alça en el vessant d'un turó, amb el resultat d'un entramat de carrers en costa; al cim del turó destaca la silueta del vell castell. La ciutat així configurada resultava fàcilment defensable a altres èpoques.

## Entitats de població
| Entitats de població | Habitants (2009) |
| -------------------- | ---------------- |
| Alpedroches          | 2                |
| Atienza              | 444              |
| Bochones             | 6                |
| Casillas             | 7                |
| Madrigal             | 7                |

## Economia
Com a capital de comarca els seus recursos econòmics principals són els relacionats amb el sector serveis, principalment comerços, hoteleria i construcció, a més d'una indústria càrnia. Actualment l'agricultura i la ramaderia no ocupen a més d'una dotzena de persones.

## Història

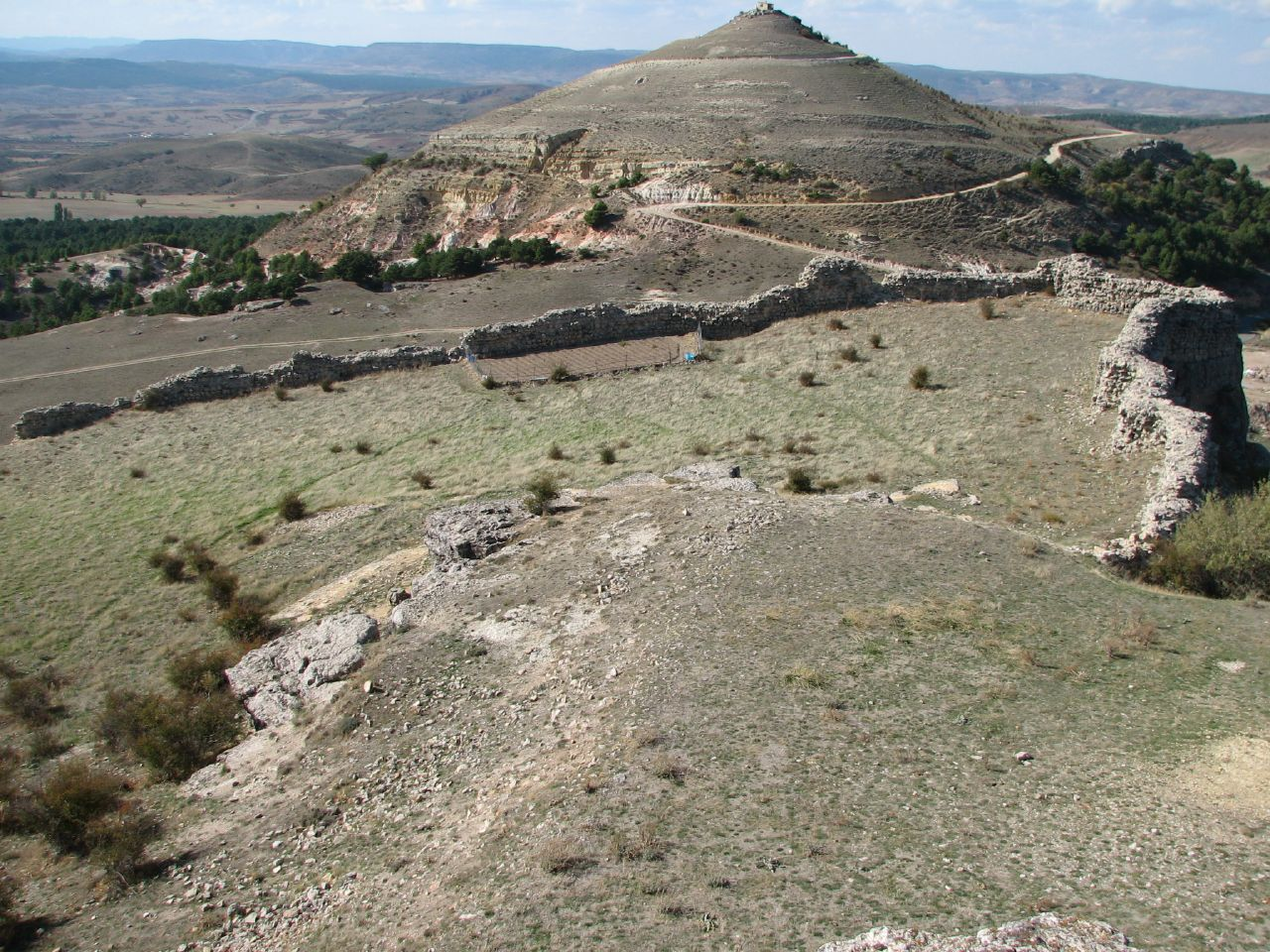
Cerro del Padrastro.

### Edat antiga i mitjana
D'orígens remots, aquesta vila és l'antiga Tithya, enclavament arevac que es va resistir als romans a la vegada que Numància. S'han trobat restes celtiberes als seus voltants, a la necròpolis de Cerropozo.
A pesar d'existir restes visigòtiques, la seva època d'esplendor va venir durant la baixa edat mitjana, moment en el qual Atienza es va convertir en un enclavament d'importància estratègica al trobar-se situada a prop de la frontera entre els dominis castellans i els regnes musulmans i també a prop de la frontera amb Aragó. Rodrigo Díaz de Vivar, El Cid Campeador, va passar per aquestes terres cap al seu desterrament, anomenant Atienza «peña muy fuerte», segons la versió del Cantar de mio Cid.
En el segle xii, després de diversos períodes de pertinença castellana, Atienza va ser arrabassada definitivament als musulmans i va passar a formar part del Regne de Castella.

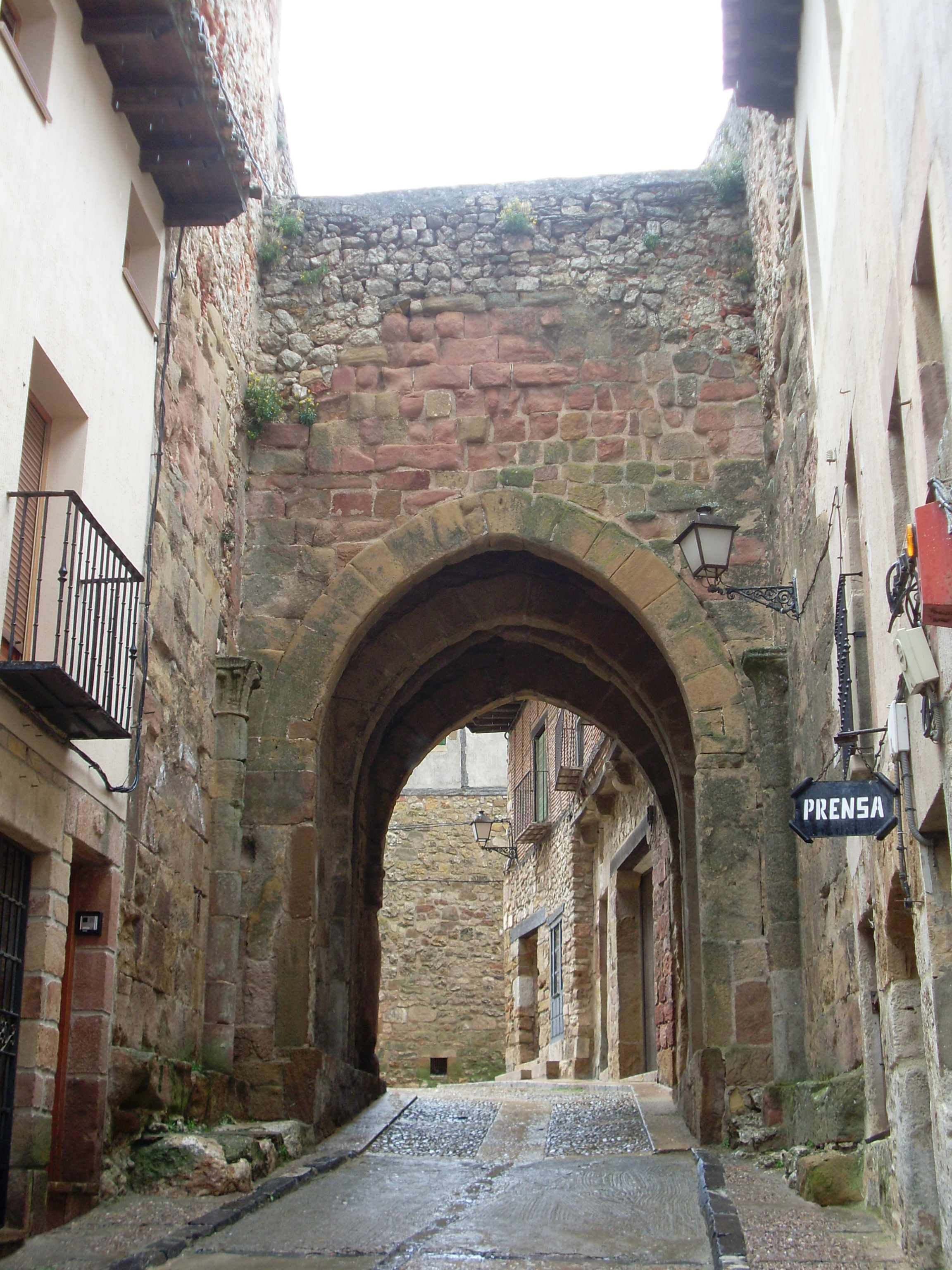
Arco de Arrebatacapas.

Des de 1149 Atienza gaudeix de furs, concedits pel rei Alfons VII, establint-se la denominada Comunidad de Villa y Tierra de Atienza. Atienza es va convertir així en cap visible d'una comarca amb 131 llogarets i uns 2.500 km² d'extensió. A més, els reis de Castella varen aprofitar el caràcter fronterer de la vila per a promoure, a través del fur, l'activitat mercantil: de fet, en Atienza va destacar el gremi de traginers.
Atienza es va convertir en una vila de gran fidelitat als reis de Castella en una època de freqüents revoltes nobiliàries. Molts reis castellans varen passar aquí grans temporades fiats de la lleialtat de la vila. Un dels fets més rellevants va ser la salvació del jove rei Alfons VIII, a mitjan segle xii. El rei, que tenia només quatre anys, era perseguit pels infants de Castro; refugiat en la vila, i envoltada aquesta per tropes lleoneses amb la intenció d'agafar el nin, els habitants d'Atienza varen decidir treure'l amb els traginers disfressant-lo com un d'ells. Des de les hores fins al present se celebra una festa el diumenge de Pentecosta, la Caballada de Atienza, d'interès turístic, i existeix una confraria, la Cofradía de la Santísima Trinidad, que afirma ser hereva de l'antiga confraria de traginers que va treure d'Atienza el rei Alfons VIII.
Atienza gaudiria d'una gran prosperitat fins al segle xv, havent tengut catorze esglésies a més d'un castell, murades i torres defensives.

### Edats moderna i contemporània
A partir del segle xv va perdre importància quan va deixar de ser ciutat estratègica i fronterera. L'antany florent activitat mercantil va llanguir en benefici d'altres rutes.
En el segle xix es veurà seriosament afectada per la Guerra de la Independència. Va ser caserna general del Empecinado, per la qual cosa els francesos, comandats pel general Duvernet, s'acarnissaren amb ella en diverses ocasions, desvalisant les esglésies i saquejant les cases per a posteriorment incendiar gran part de la vila.
Des de 1833 forma part de la província de Guadalajara, encara que anteriorment havia format part del que es coneixia com a Castella la Vella i més tard de la jurisdicció de Sòria.

## Administració
| Període      | Nom de l'alcalde/-essa      | Partit polític | Data de possessió |
| ------------ | --------------------------- | -------------- | ----------------- |
| 1979 - 1983  | Jesús Peces Asenjo          | UCD            | 19/04/1979        |
| 1983 - 1987  | Juan José Ruilópez Albertos | AP             | 28/05/1983        |
| 1987 - 1991  | Juan José Ruilópez Albertos | AP             | 30/06/1987        |
| 1991 - 1995  | Juan Jesús Asenjo Sanz      | PP             | 15/06/1991        |
| 1995 - 1999  | Felipe López Izquierdo      | PP             | 17/06/1995        |
| 1999 - 2003  | Felipe López Izquierdo      | PP             | 03/07/1999        |
| 2003 - 2007  | Felipe López Izquierdo      | PP             | 14/06/2003        |
| 2007 - 2011  | Felipe López Izquierdo      | PP             | 16/06/2007        |
| 2011 - 2015  | Pedro Loranca Garcés        | PP             | 11/06/2011        |
| 2015 - 2019  | Pedro Loranca Garcés        | PP             | 13/06/2015        |
| 2019 - 2023  | n/d                         | n/d            | 15/06/2019        |
| Des del 2023 | n/d                         | n/d            | 17/06/2023        |

## Monuments i llocs d'interès

### Monuments religiosos
A Atienza es poden admirar set esglésies amb diferents estats de conservació.

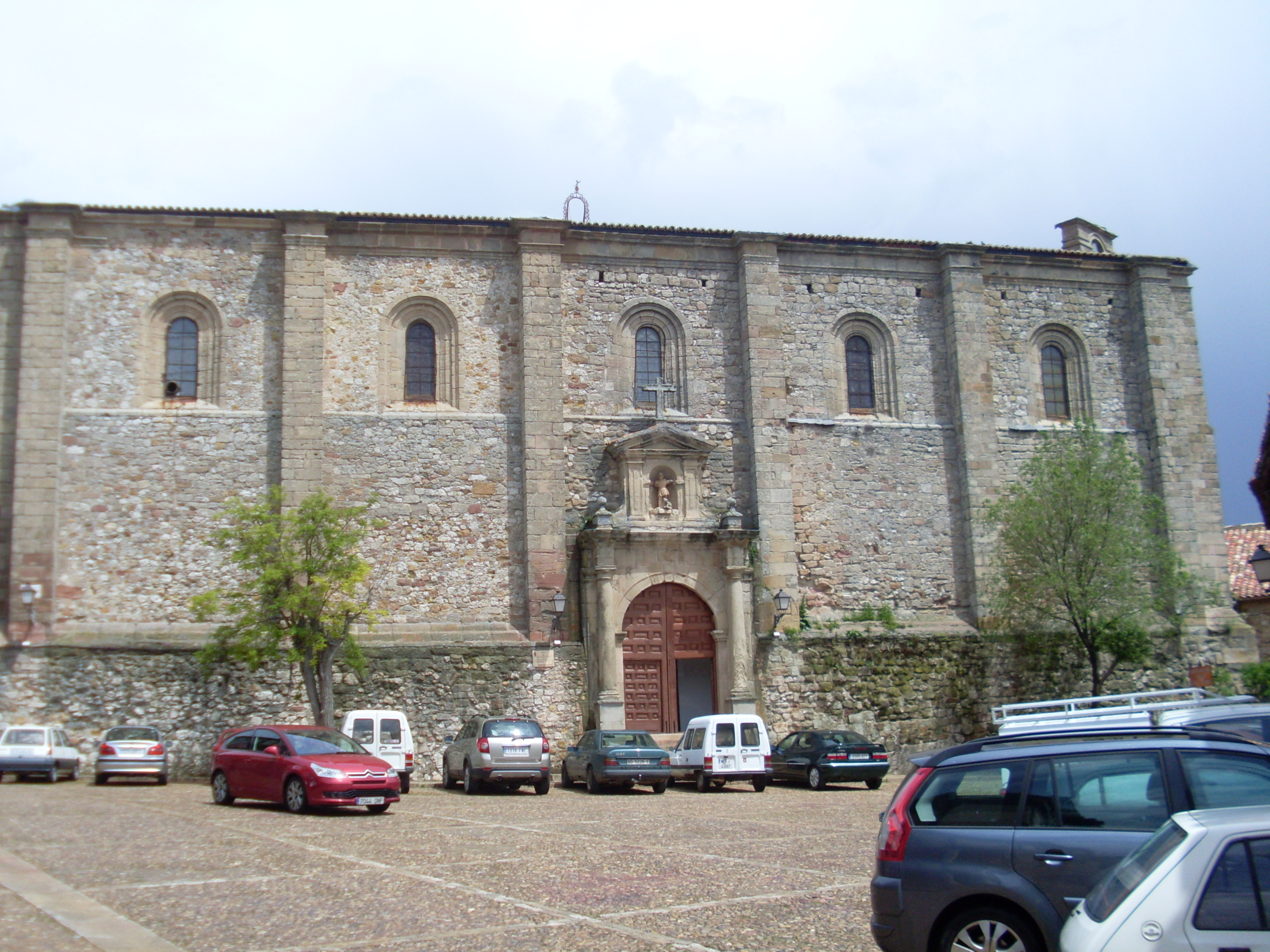
Església de San Juan del Mercado.

- Destaca l'església de San Juan del Mercado, dedicada a sant Joan Baptista, actualment és una església parroquial oberta al culte. Es va començar a construir en el segle xii, i es va reconstruir a finals del segle xvi, d'estil renaixentista. Pel que fa al seu aspecte exterior, la façana està reforçada per contraforts de carreu. La portada és de línies clàssiques. Respecte al seu interior, està format per tres naus, separades per columnes cilíndriques, que suporten les voltes. El seu retaule principal consta d'un cos central i dos laterals, separats per dues columnes salomòniques, i és d'estil barroc, amb pintures d'Alonso del Arco. Té absis i cor alt amb un orgue.

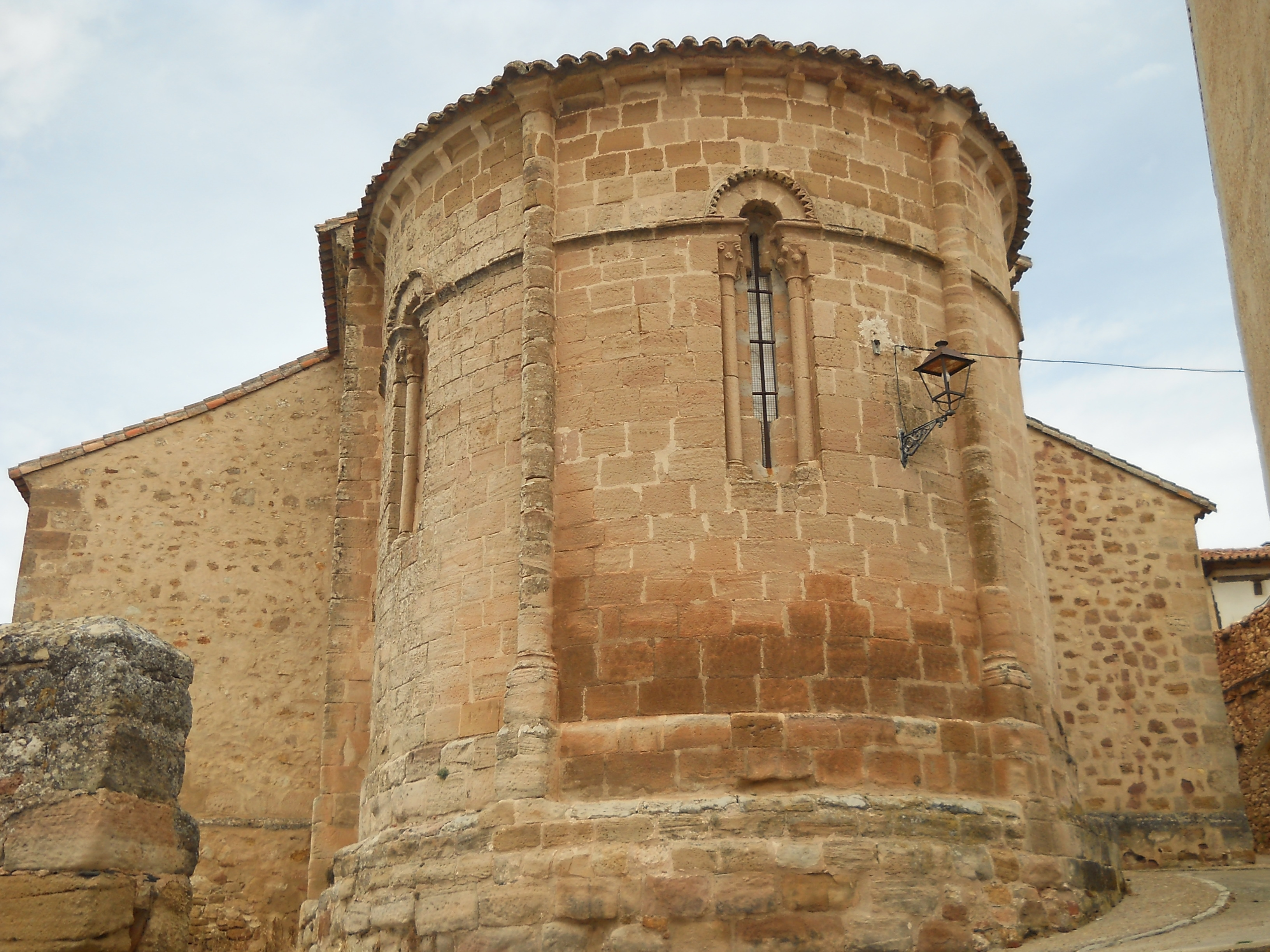
Església de Sant Gil.

- L'església de San Gil és un temple romànic de tres naus en què destaca un magnífic enteixinat a la nau central i un absis semicircular. L'absis és romànic del segle xii i la resta és del segle xvi. Té una portada plateresca i altra renaixentista. El seu interior alberga el Museu d'Art Sacre de San Gil, que conté: una col·lecció d'arqueologia, situada en el Baptisteri, que conté peces des del Paleolític fins a l'època visigòtica; una col·lecció de mineralogia i fòssils i una col·lecció d'art religiós on destaquen quatre taules atribuïdes a Alonso Berruguete i la Mare de Déu de Betlem de Joan de Joanes, l'escultura del Sant Crist d'estil gòtic, la Mare de Déu del Rosari de Luis Salvador Carmona i la pica baptismal del segle xii.

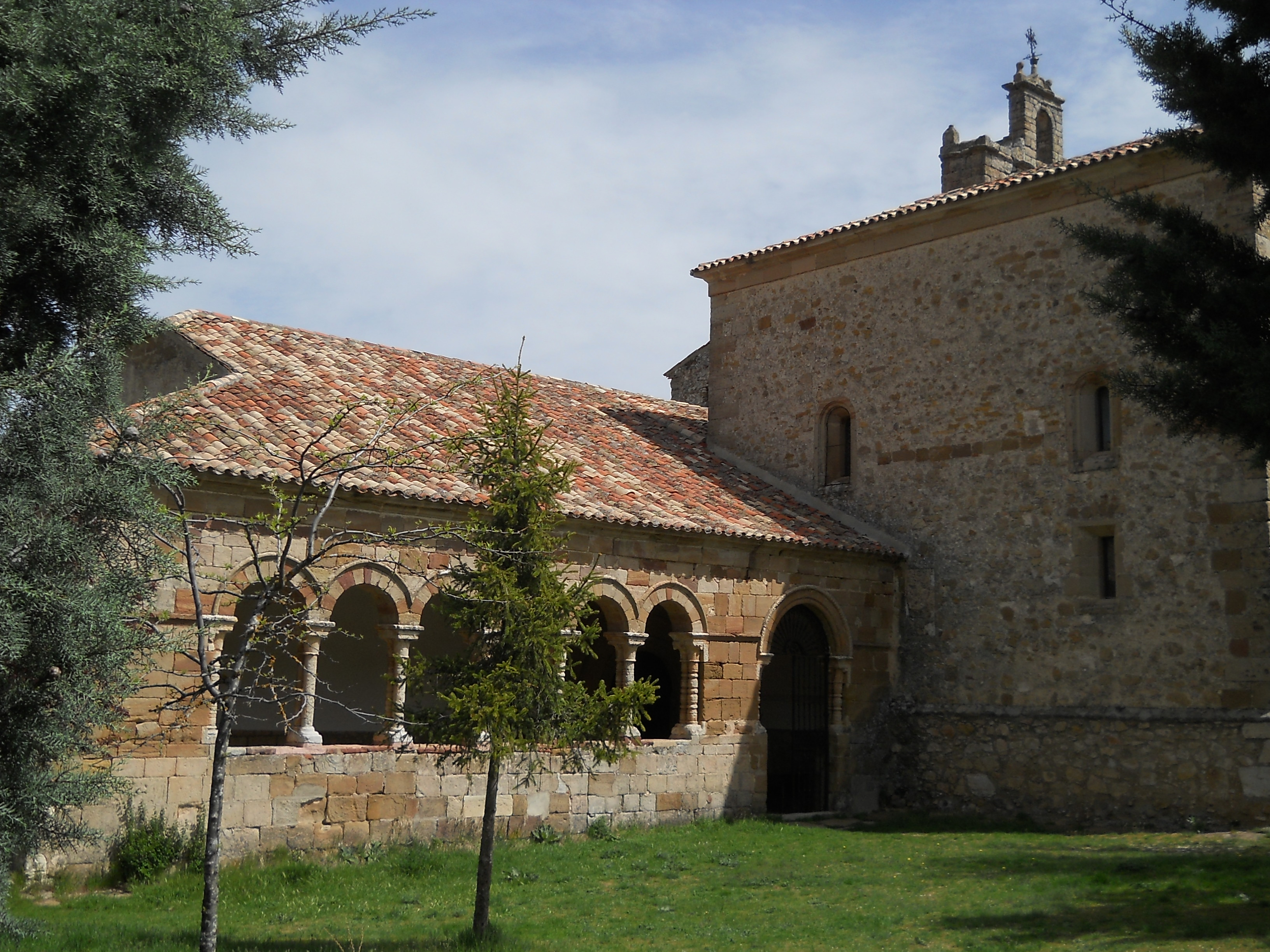
Església de Sant Bartomeu.

- L'església de Sant Bartomeu està situada devora la murada. És un temple romànic de la primera meitat del segle xiii, amb un absis de planta quadrada. Té davant una galeria porticada amb arcs de mig punt. En el seu interior destaca el retaule barroc del presbiteri, el gran arc triomfal que el precedeix, i la capella barroca del Crist d'Atienza, de 1703. Avui en dia, el temple està ocupat per un Museu d'Art Sacre, que conté pintures, escultures, i una magnífica col·lecció de peces de paleontologia.

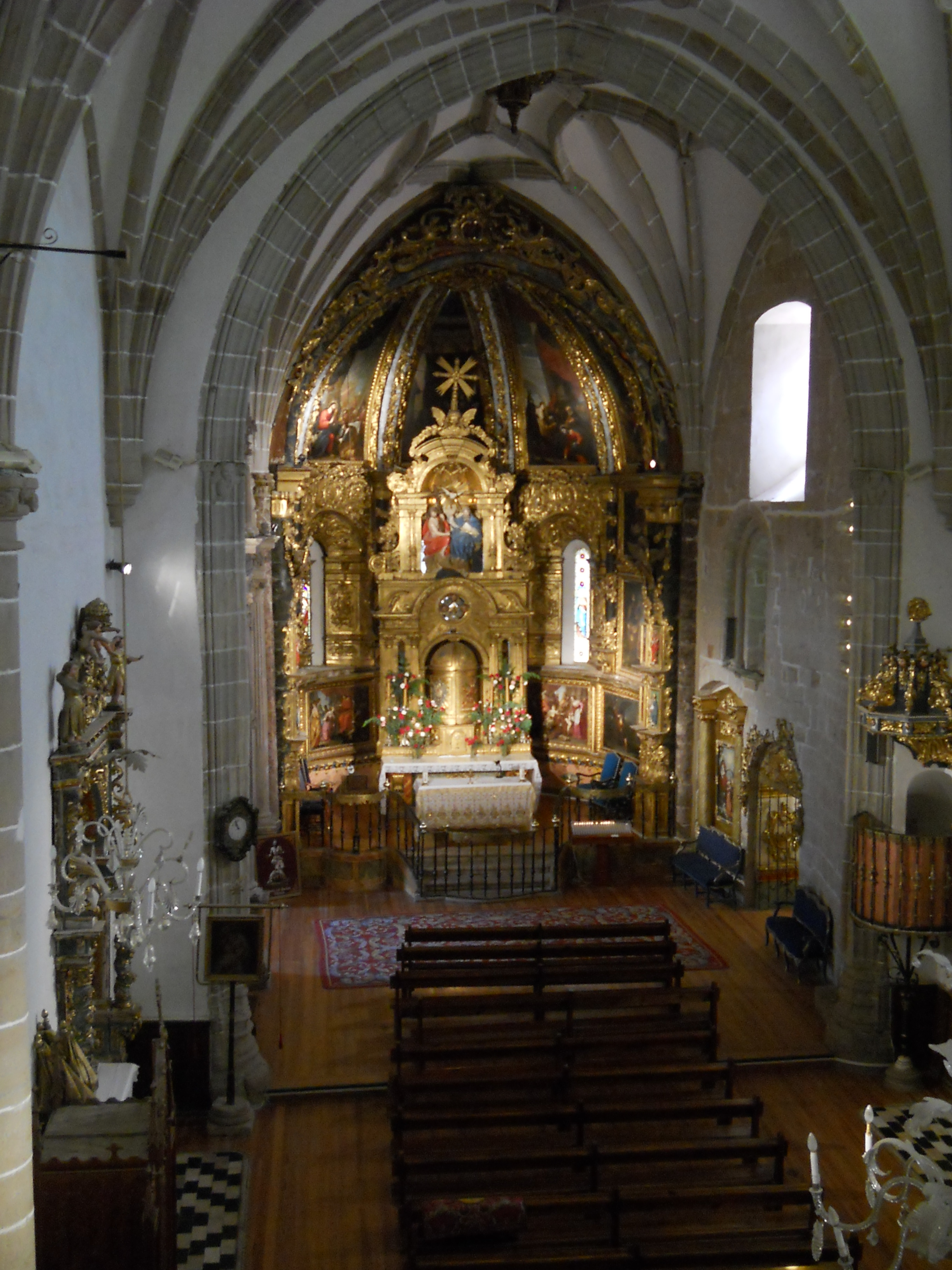
Església de la Trinitat.

- L'església de la Trinitat és un temple romànic construït entre els segles xii i xv i conté el museu de la Trinitat amb obres d'art sacre i una mostra de la festa de La Caballada, declarada d'Interès Turístic Regional i Nacional. El seu interior és d'una sola nau dividida en tres trams, amb cor alt. Té una volta de creueria i un absis romànic d'influència segoviana. Destaquen les seves capelles gòtiques i renaixentistes, del Crist dels Quatre Claus i dels Ortega, i la rococó de la Immaculada Concepció. Va ser donada a la vila per Felip V en atenció a l'anteriorment esmentada hospitalitat d'Atienza amb el rei durant la Guerra de Successió Espanyola.
- A l'est està situada l'església de Sant Francesc, un dels escassos exemples de gòtic anglès a Espanya. Es va construir a instàncies de Caterina de Lancaster, esposa d'Enric III de Castella, i senyora d'Atienza. Aquesta església va pertànyer als franciscans fins a la Desamortització de 1836. Des de les hores l'església s'ha estat deteriorant lamentablement. Actualment pertany a un particular i es troba adossada a edificacions, a pesar d'això l'absis encara es pot contemplar.

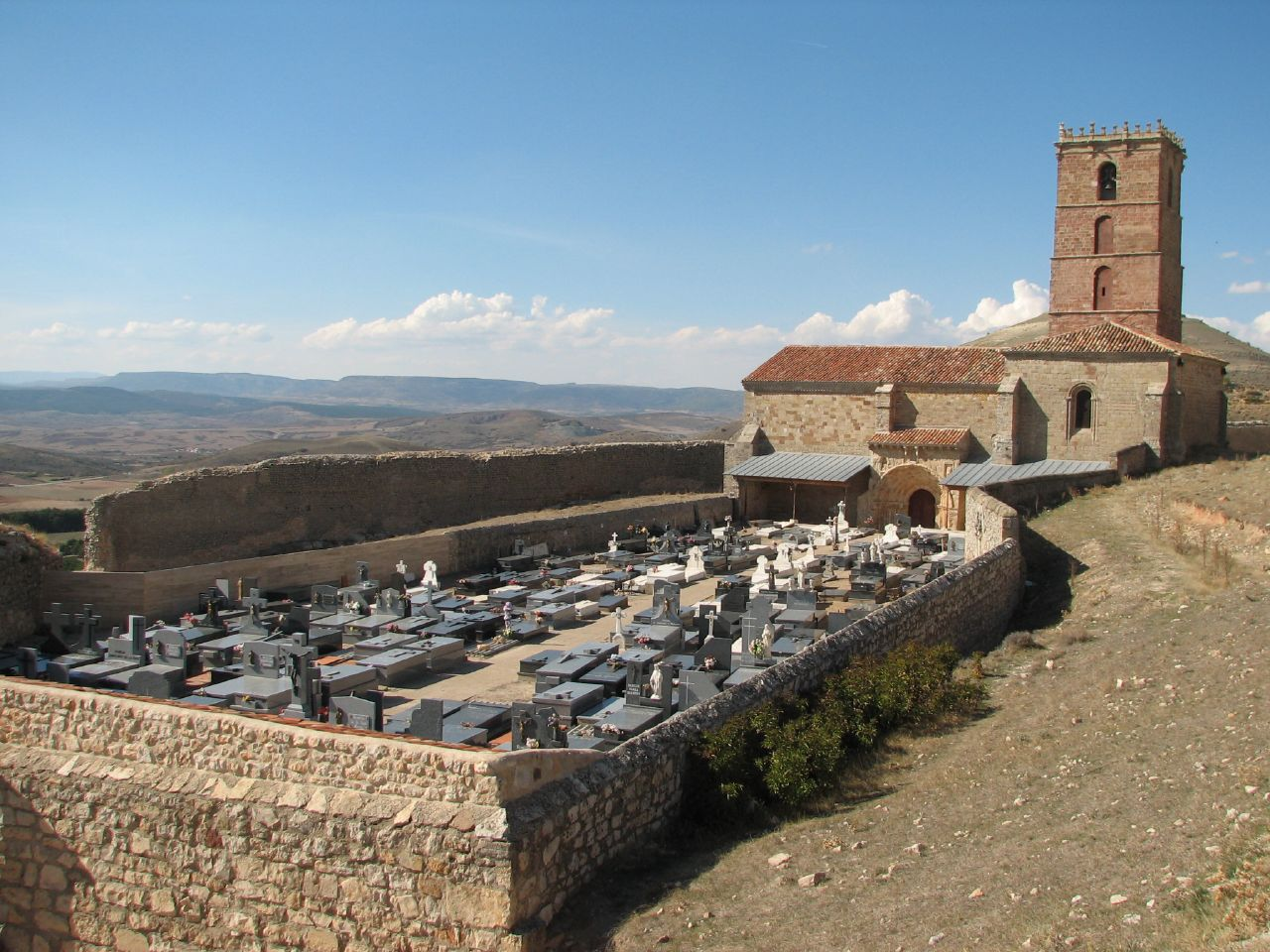
Cementiri i església de Santa Maria del Rei.

- Podem citar també les esglésies romàniques de Santa Maria del Rei i de Santa Maria del Val. En l'església de Santa Maria del Val són importants les figures de contorsionistes en el pòrtic, que probablement retraten a algun grup de firaires ambulants de l'edat mitjana. L'església de Santa Maria del Rei es troba als peus del castell, és del segle xii i va ser construïda a instàncies d'Alfons I d'Aragó i Pamplona i avui serveix de cementiri de la vila.
- Al cementiri hi ha la tomba del periodista i escriptor Lluís Carandell (Barcelona,1929- Madrid, 29 d'agost de 2002), que residí a la població.

### Monuments militars
També podem citar

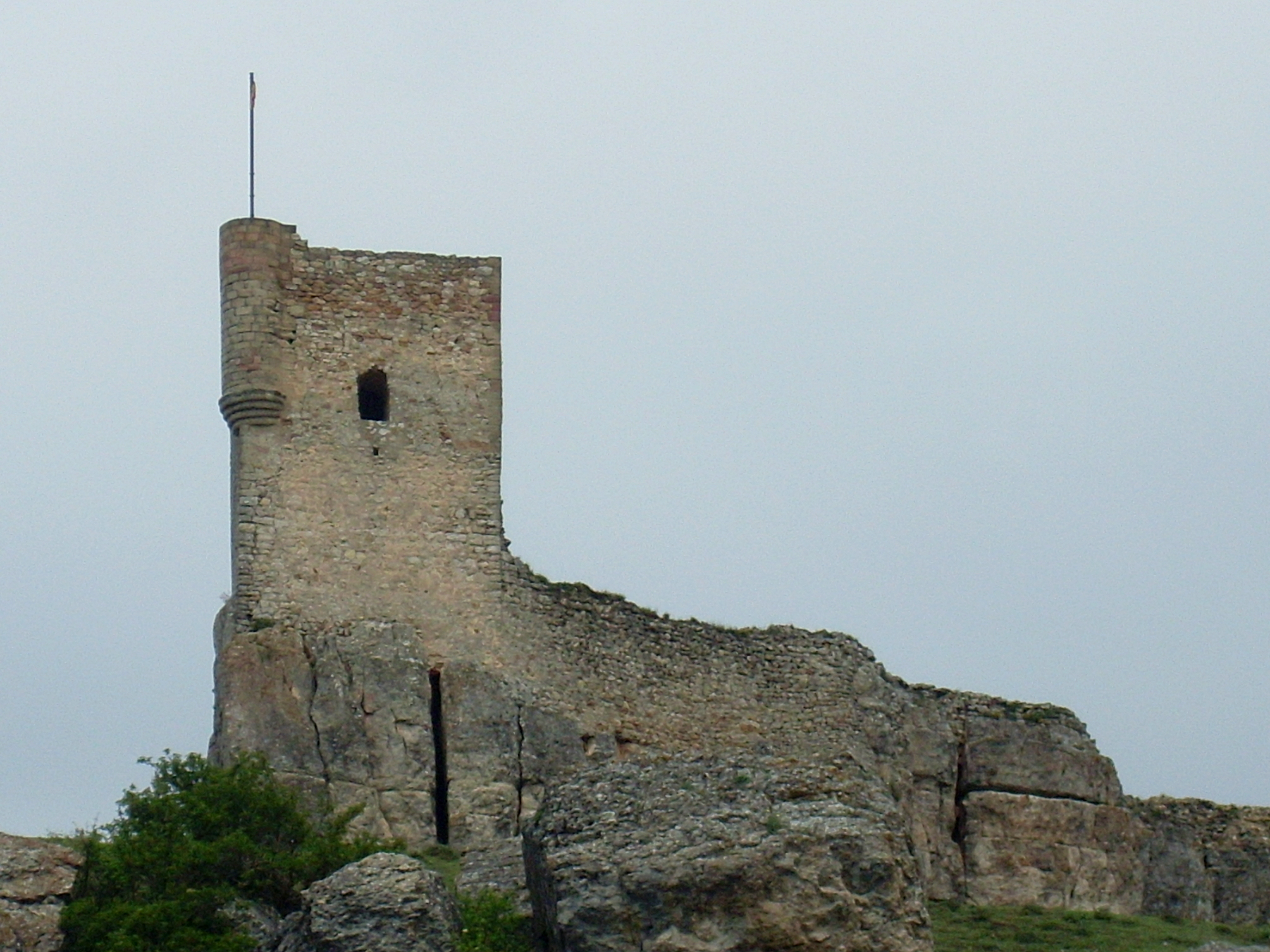
Castell d'Atienza.

- El castell d'Atienza, que domina el puig en què està assentada la vila, visible des d'enfora. Es conserva la torre de l'homenatge i el recinte del pati d'armes. Existeixen a més algunes restes de murades, alguna torrassa i diverses portes, entre elles la de Arrebatacapas entre la plaça de España i la del Trigo.

### Monuments civils

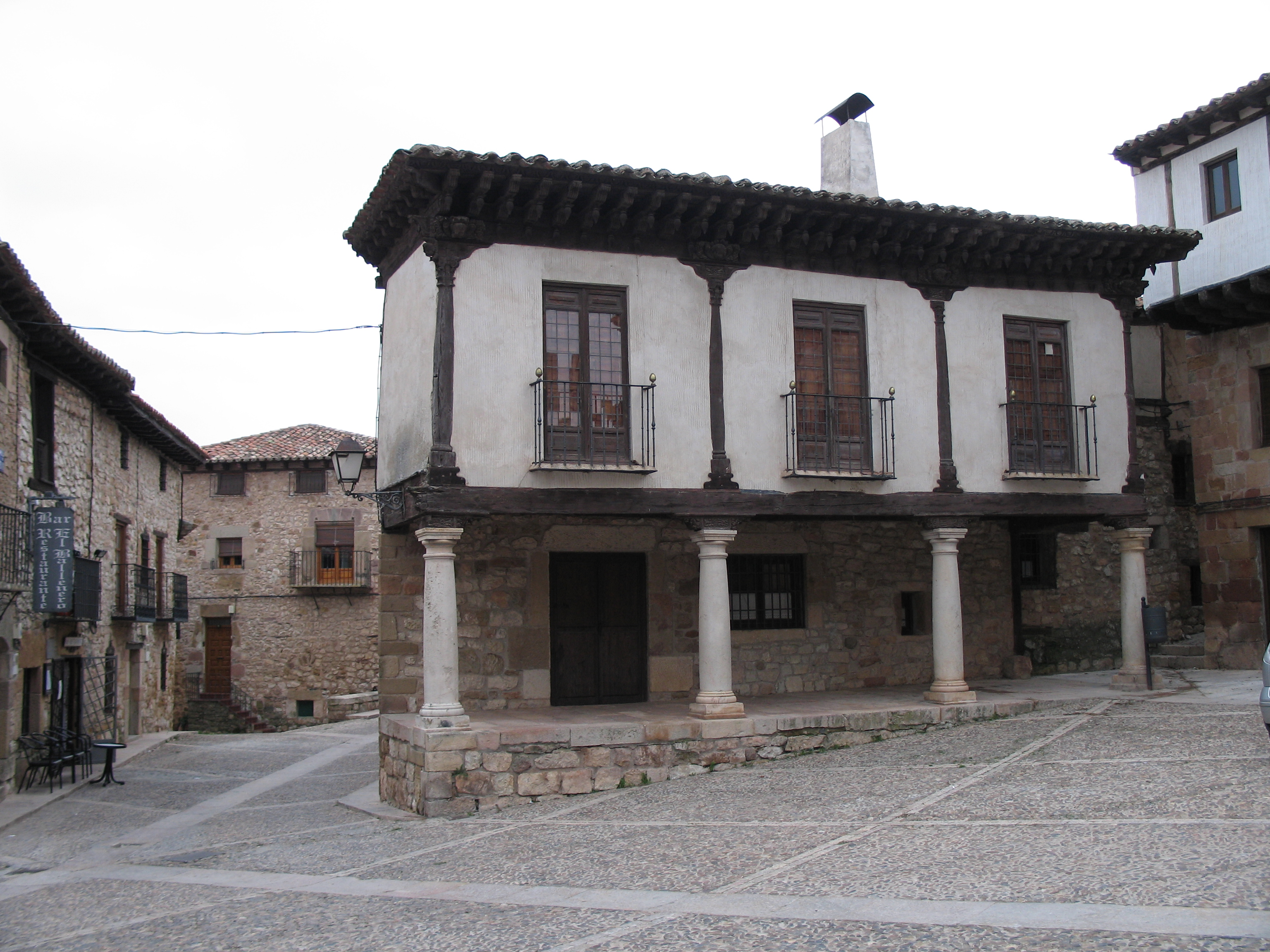
Plaça del «Trigo» o del «Mercado».

- Destaca el conjunt urbà que envolta la plaça del Trigo o del Mercado, d'estil tradicional castellà, a un costat de la qual es troba l'església de Sant Joan. Aquesta plaça respon al tipus de places majors castellanes, amb porxades amb columnes de pedra i estructura de fusta a la vista. Diverses cases són medievals: és especialment típica la Casa del Cabildo. Era en aquesta plaça on es feia el mercat de la vila i la seva comarca. L'arc de Arrebatacapas tanca un dels costats de la plaça.

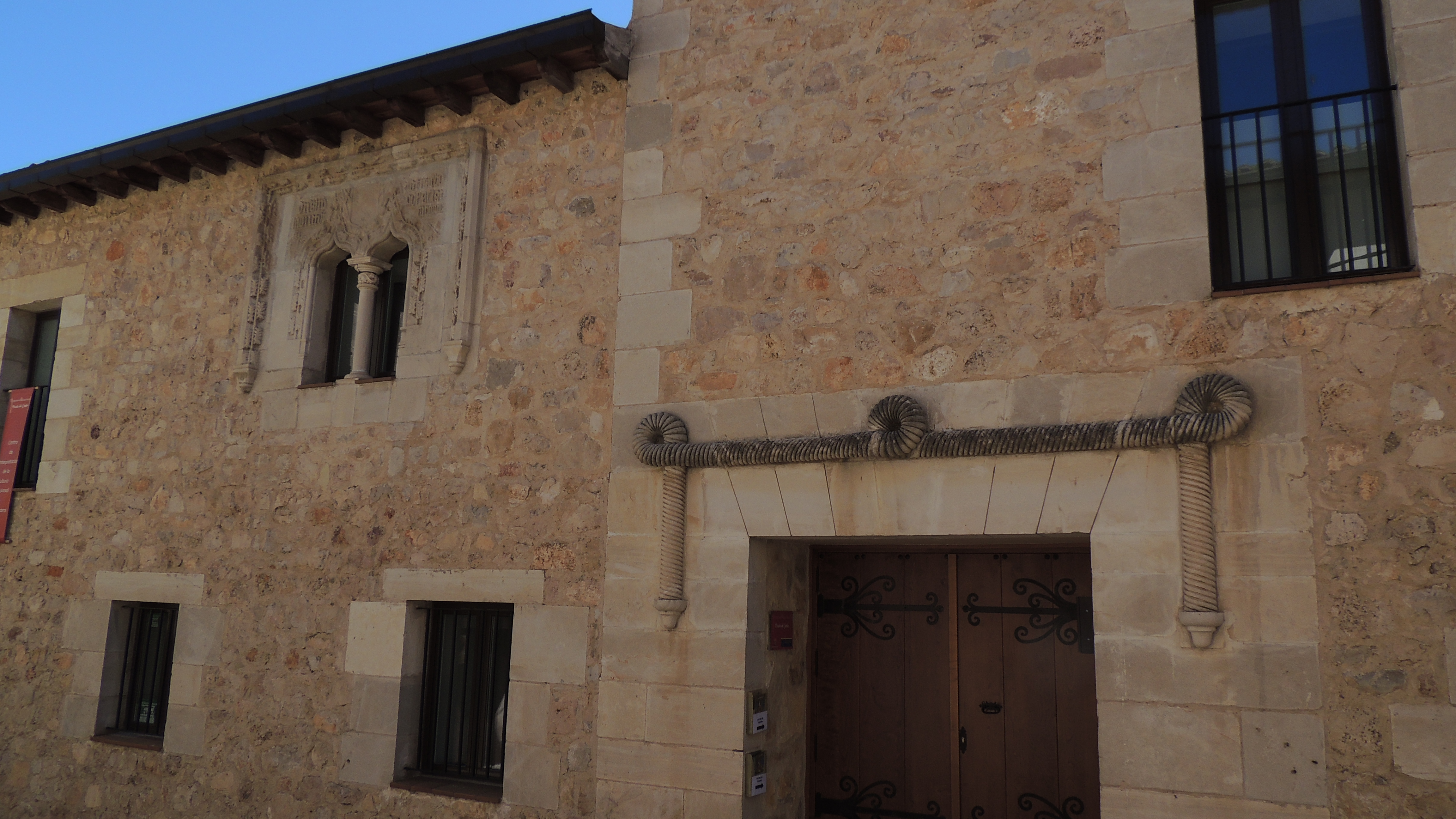
Casa del «Cordón».

- Prop de la plaça de España es conserva la Casa del Cordón, un palau medieval en què destaca un gruixut cordó franciscà envoltant el pòrtic i un finestral gòtic a la façana.
- Els carrers al voltant de la plaça del Mercado són dignes de ser visitats. En ells es descobreixen diverses cases amb els escuts de famílies nobiliàries assentades en altres èpoques a Atienza.

## Galeria d'imatges

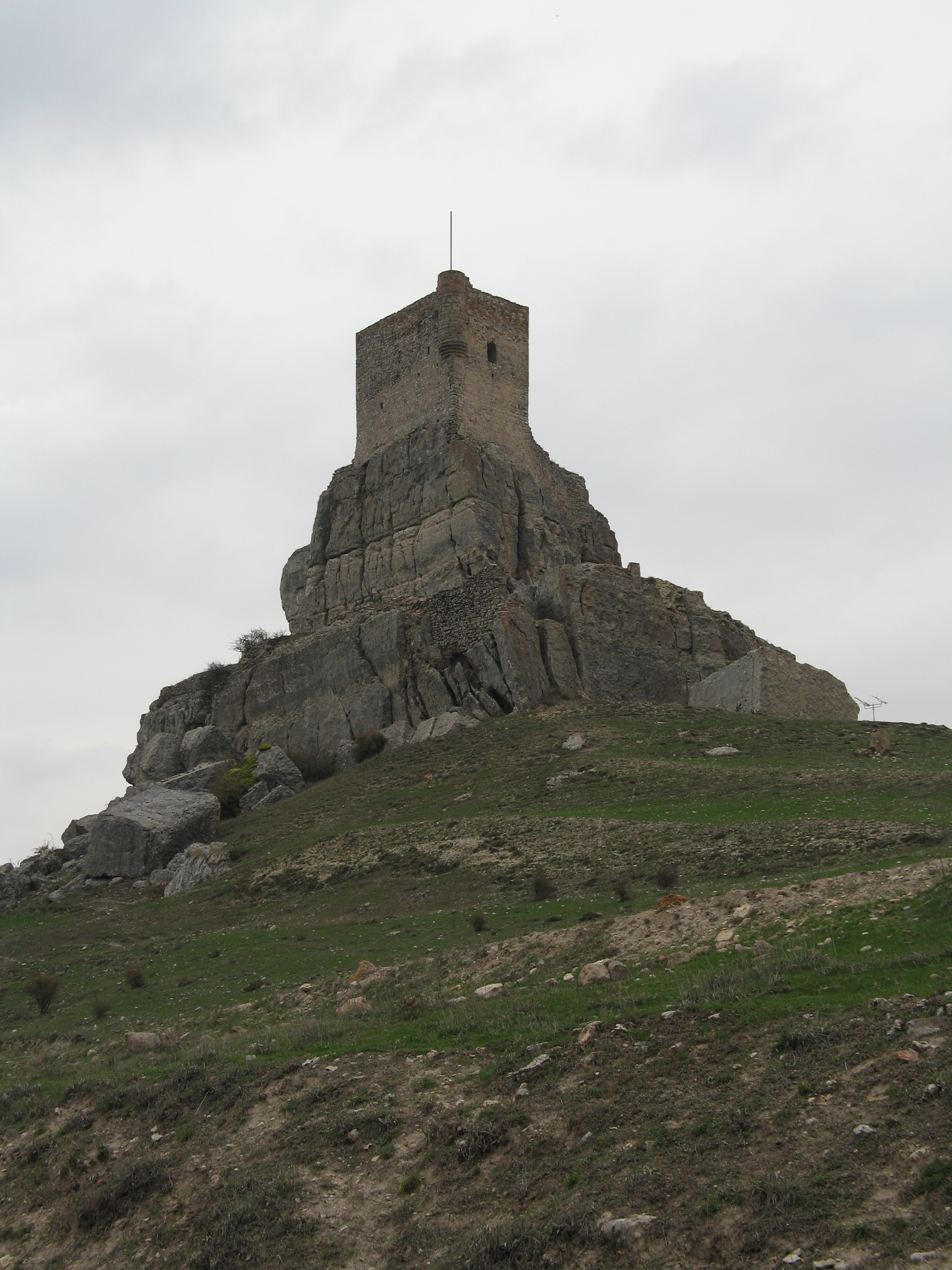
Castell d'Atienza
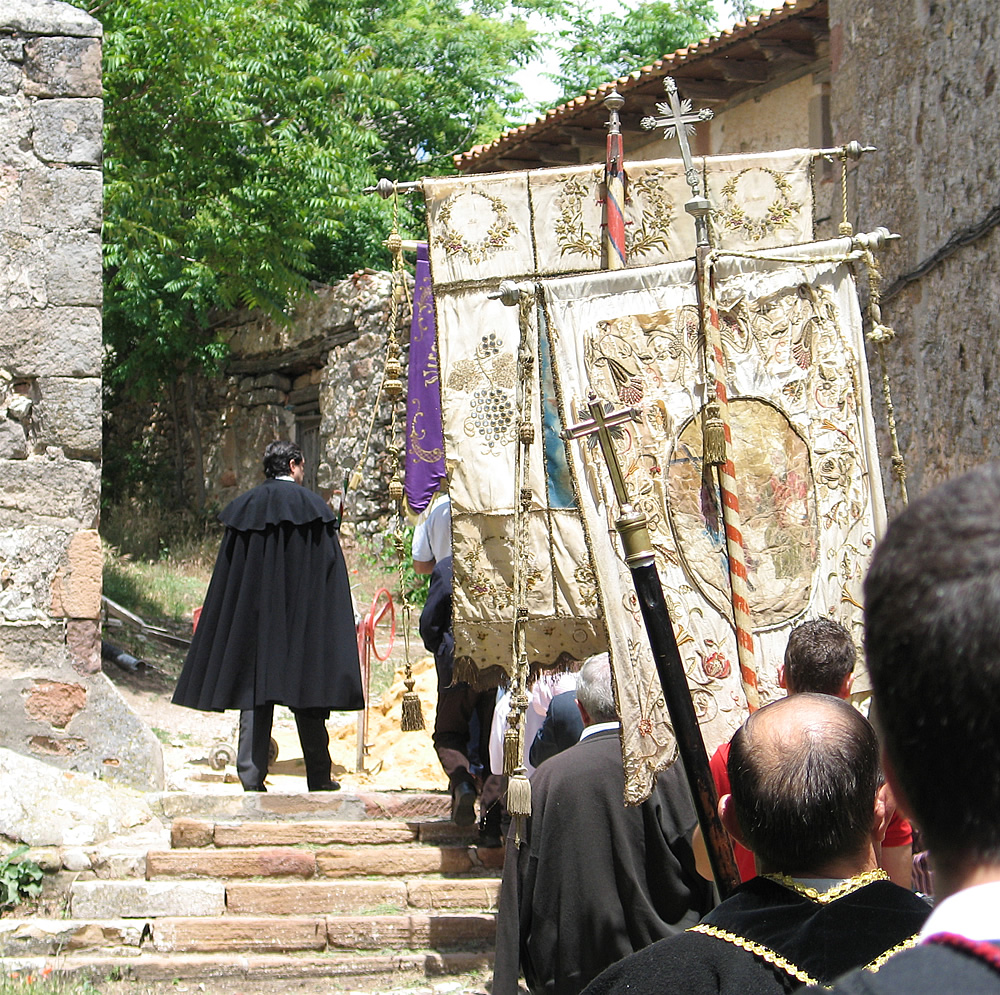
Processó del Corpus Christi a Atienza
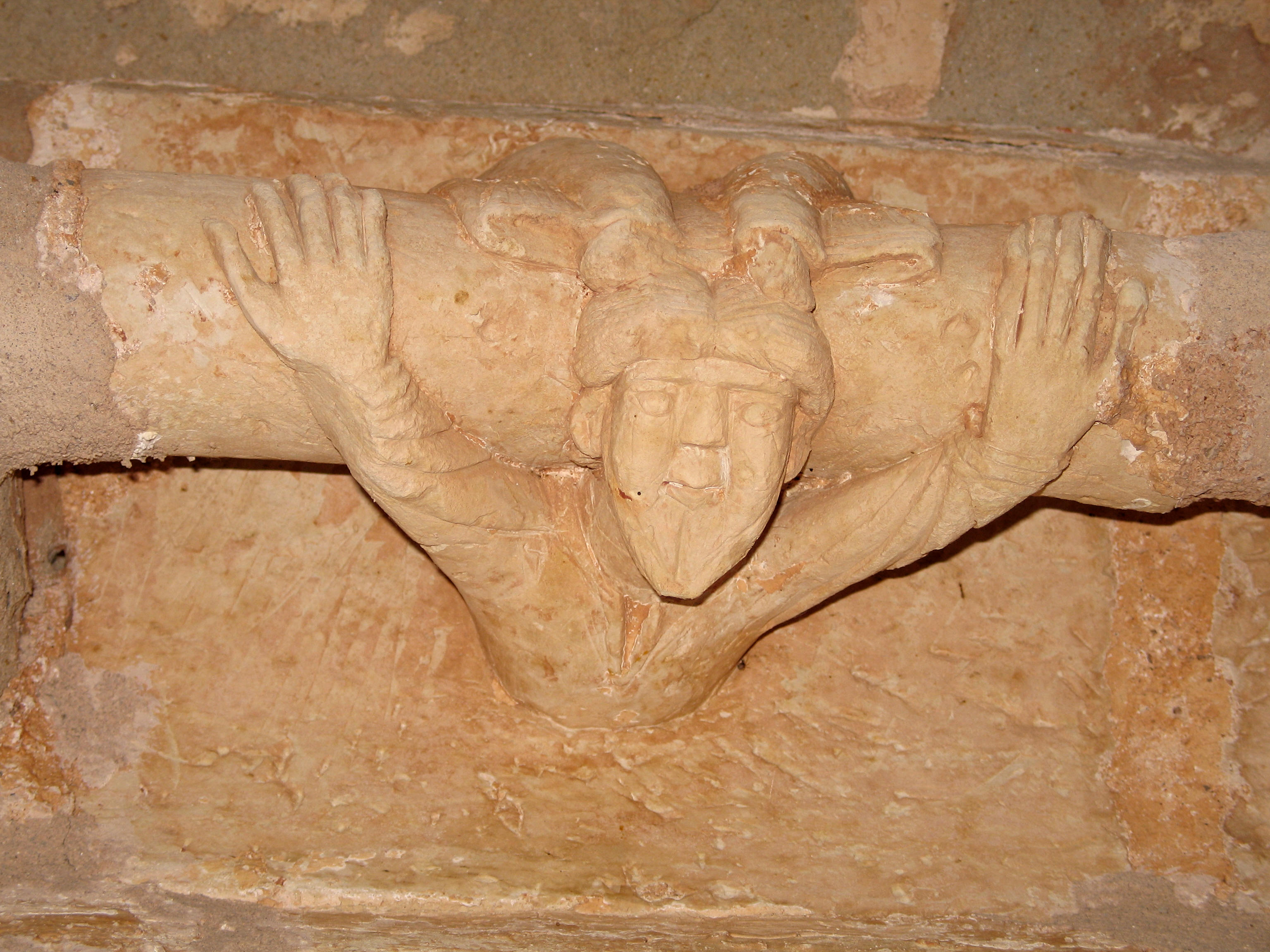
Un contorsionista. Portada de l'església de Santa María del Val
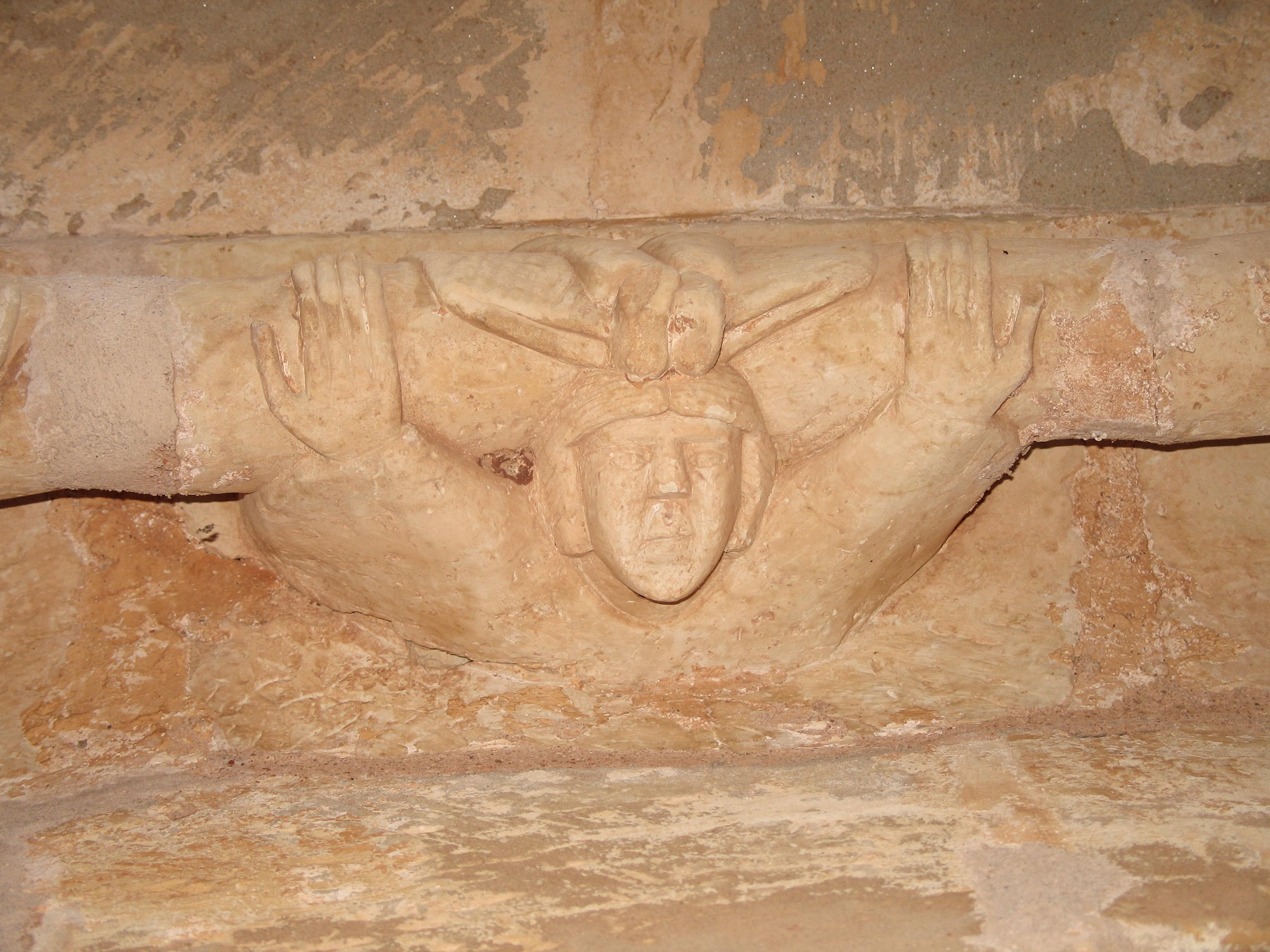
Un altre contorsionista. Portada de l'església de Santa María del Val
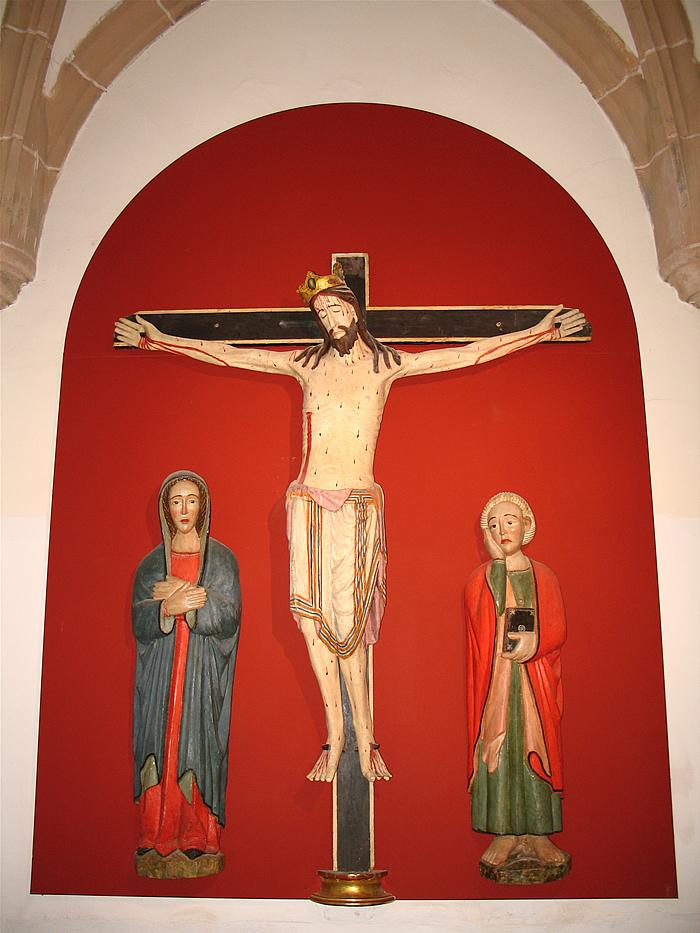
Calvari. Església de la Santísima Trinidad.
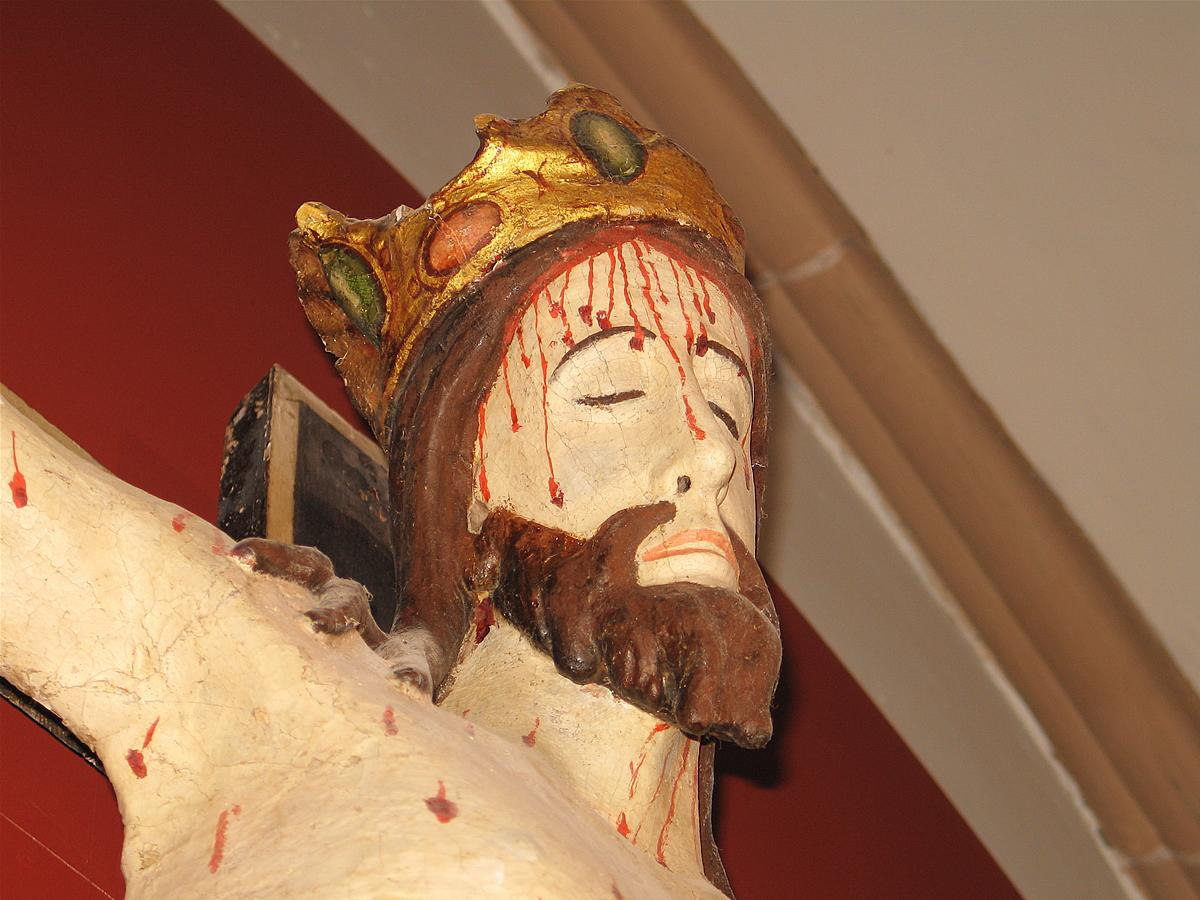
Crist del Calvari (detall). Església de la Santísima Trinidad.